# Handbal la Jocurile Olimpice de vară din 2016 – Turneul feminin - Echipele
Acest articol prezintă echipele care vor lua parte la turneul de handbal feminin de la Jocurile Olimpice din 2016, desfășurat la Rio de Janeiro, Brazilia, între 6 și 21 august 2016.

## Grupa A

### Angola
Lotul Angolei a fost anunțat pe 1 iulie 2016:
Antrenor principal:  Filipe Cruz
Antrenor secund:
| Nr. | Post            | Nume              | Data nașterii (vârsta) | Înălțime | Selecții | Goluri | Echipă                  |
| --- | --------------- | ----------------- | ---------------------- | -------- | -------- | ------ | ----------------------- |
| 1   | Portar          | Neide Barbosa     | 23 septembrie 1980     | 1,78 m   | 38       | 1      | Progresso do Sambizanga |
| 2   | Extremă dreapta | Vilma Nenganga    | 12 septembrie 1996     | 1,70 m   | 0        | 0      | Petróleos de Luanda     |
| 6   | Extremă dreapta | Juliana Machado   | 6 noiembrie 1994       | 1,70 m   | 25       | 48     | C.D. 1º de Agosto       |
| 8   | Centru          | Lurdes Monteiro   | 11 iulie 1984          | 1,70 m   | 32       | 49     | C.D. 1º de Agosto       |
| 9   | Centru          | Natália Bernardo  | 25 decembrie 1986      | 1,70 m   | 73       | 192    | C.D. 1º de Agosto       |
| 11  | Inter stânga    | Luísa Kiala       | 25 ianuarie 1982       | 1,72 m   | 104      | 194    | C.D. 1º de Agosto       |
| 12  | Portar          | Cristina Branco   | 15 aprilie 1985        | 1,70 m   | 59       | 0      | C.D. 1º de Agosto       |
| 15  | Inter dreapta   | Azenaide Carlos   | 14 iunie 1990          | 1,75 m   | 50       | 150    | Petróleos de Luanda     |
| 16  | Pivot           | Albertina Kassoma | 12 iunie 1996          | 1,92 m   | 14       | 39     | C.D. 1º de Agosto       |
| 17  | Inter dreapta   | Wuta Dombaxe      | 5 aprilie 1986         | 1,73 m   | 32       | 64     | C.D. 1º de Agosto       |
| 21  | Inter dreapta   | Magda Cazanga     | 28 mai 1991            | 1,84 m   | 21       | 28     | Petróleos de Luanda     |
| 25  | Pivot           | Liliana Venâncio  | 19 septembrie 1995     | 1,80 m   | 6        | 3      | C.D. 1º de Agosto       |
| 31  | Inter stânga    | Janeth dos Santos | 10 ianuarie 1991       | 1,70 m   | 10       | 0      | Progresso do Sambizanga |
| 60  | Portar          | Teresa Almeida    | 5 mai 1988             | 1,81 m   | 32       | 0      | Petróleos de Luanda     |
| 90  | Inter stânga    | Isabel Guialo     | 8 aprilie 1990         | 1,72 m   | 33       | 60     | C.D. 1º de Agosto       |

### Brazilia
Lotul Angolei a fost anunțat pe 6 iulie 2016:
Antrenor principal:  Morten Soubak
Antrenor secund:  Alex Aprile
| Nr. | Post                | Nume                     | Data nașterii (vârsta) | Înălțime | Selecții | Goluri | Echipă             |
| --- | ------------------- | ------------------------ | ---------------------- | -------- | -------- | ------ | ------------------ |
| 2   | Pivot               | Fabiana Diniz            | 13 mai 1981            | 1,83 m   | 205      | 347    | SG BBM Bietigheim  |
| 3   | Extremă dreapta     | Alexandra do Nascimento  | 16 septembrie 1981     | 1,77 m   | 178      | 698    | Váci NKSE          |
| 4   | Extremă stânga      | Samira Rocha             | 26 ianuarie 1989       | 1,70 m   | 94       | 224    | OGC Nice           |
| 5   | Pivot               | Daniela Piedade          | 2 martie 1979          | 1,73 m   | 186      | 336    | Fehérvár KC        |
| 7   | Pivot               | Tamires Morena           | 16 mai 1994            | 1,80 m   | 38       | 20     | Győri Audi ETO KC  |
| 8   | Extremă stânga      | Fernanda da Silva        | 25 septembrie 1989     | 1,76 m   | 98       | 281    | SG BBM Bietigheim  |
| 9   | Centru              | Ana Paula Rodrigues Belo | 18 octombrie 1987      | 1,72 m   | 141      | 517    | Rostov-Don         |
| 10  | Extremă dreapta     | Jéssica Quintino         | 17 aprilie 1991        | 1,72 m   | 89       | 189    | HC Odense          |
| 12  | Portar              | Bárbara Arenhart         | 4 octombrie 1986       | 1,82 m   | 104      | 4      | Váci NKSE          |
| 15  | Centru              | Franciele da Rocha       | 10 iunie 1992          | 1,64 m   | 58       | 74     | Vegus/Guarulhos-SP |
| 18  | Inter stânga        | Eduarda Amorim           | 2 septembrie 1986      | 1,86 m   | 145      | 480    | Győri Audi ETO KC  |
| 22  | Centru/Inter stânga | Mayara Moura             | 5 decembrie 1986       | 1,70 m   | 93       | 146    | EC Pinheiros       |
| 81  | Inter dreapta       | Deonise Fachinello       | 20 iunie 1983          | 1,80 m   | 150      | 331    | HC Odense          |
| 84  | Portar              | Mayssa Pessoa            | 11 septembrie 1984     | 1,80 m   | 77       | 0      | ŽRK Vardar         |
|     | Inter dreapta       | Juliana Malta (Rezervă)  | 29 iunie 1993          | 1,76 m   |          |        | MKS Selgros Lublin |

### Muntenegru
Lotul Muntenegrului a fost anunțat pe 16 iulie 2016:
Antrenor principal:  Dragan Adžić
Antrenor secund:  Vlatko Đonović
| Nr. | Post            | Nume                       | Data nașterii (vârsta) | Înălțime | Selecții | Goluri | Echipă             |
| --- | --------------- | -------------------------- | ---------------------- | -------- | -------- | ------ | ------------------ |
| 1   | Portar          | Marina Rajčić              | 24 august 1993         | 1,78 m   | 90       | 0      | Metz Handball      |
| 2   | Extremă dreapta | Radmila Petrović           | 20 aprilie 1988        | 1,74 m   | 127      | 180    | ŽRK Budućnost      |
| 4   | Extremă dreapta | Jovanka Radičević          | 23 octombrie 1986      | 1,70 m   | 134      | 709    | ŽRK Vardar         |
| 9   | Inter stânga    | Đurđina Jauković           | 24 februarie 1997      | 1,85 m   | 31       | 67     | ŽRK Budućnost      |
| 10  | Centru          | Anđela Bulatović           | 15 ianuarie 1987       | 1,75 m   | 117      | 176    | ÉRD NK             |
| 15  | Inter dreapta   | Andrea Klikovac            | 5 mai 1991             | 1,74 m   | 50       | 20     | ŽRK Vardar         |
| 17  | Inter stânga    | Bojana Popović             | 20 noiembrie 1979      | 1,85 m   | 49       | 195    | Liberă de contract |
| 22  | Portar          | Sonja Barjaktarović        | 11 septembrie 1986     | 1,80 m   | 129      | 0      | Bursa Osmangazi    |
| 32  | Inter dreapta   | Katarina Bulatović         | 15 noiembrie 1984      | 1,86 m   | 69       | 397    | ŽRK Budućnost      |
| 66  | Pivot           | Ema Ramusović              | 28 noiembrie 1996      | 1,82 m   | 29       | 20     | ŽRK Budućnost      |
| 77  | Extremă stânga  | Majda Mehmedović           | 25 mai 1990            | 1,69 m   | 95       | 213    | ŽRK Budućnost      |
| 88  | Extremă stânga  | Biljana Pavićević          | 12 mai 1988            | 1,70 m   | 51       | 71     | ŽRK Budućnost      |
| 90  | Centru          | Milena Rajčević            | 12 martie 1990         | 1,78 m   | 122      | 350    | ŽRK Budućnost      |
| 92  | Pivot           | Suzana Lazović             | 28 ianuarie 1992       | 1,77 m   | 92       | 105    | ŽRK Budućnost      |
|     | Centru          | Marija Jovanović (Rezervă) | 26 decembrie 1985      | 1,82 m   | 115      | 467    | Issy-Paris Hand    |

### Norvegia
Lotul Norvegiei a fost anunțat pe 19 iunie 2016, cu Silje Solberg ca rezervă: Pe 20 iulie 2017 a fost anunțată o a doua handbalistă de rezervă, Marit Malm Frafjord. Ca urmare a accidentării, o zi mai târziu, a lui Linn Jørum Sulland, Frafjord a fost inclusă în echipa finală pentru a o înlocui pe aceasta. Federația Norvegiană de Handbal a anunțat-o pe Stine Skogrand ca a doua rezervă în locul lui Frafjord.
Antrenor principal:  Thorir Hergeirsson
Antrenor secund:  Mia Hermansson Högdahl
| Nr. | Post            | Nume                          | Data nașterii (vârsta) | Înălțime | Selecții | Goluri | Echipă              |
| --- | --------------- | ----------------------------- | ---------------------- | -------- | -------- | ------ | ------------------- |
| 1   | Portar          | Kari Aalvik Grimsbø           | 4 ianuarie 1985        | 1,80 m   | 134      | 0      | Győri Audi ETO KC   |
| 2   | Inter stânga    | Mari Molid                    | 8 august 1990          | 1,78 m   | 89       | 55     | Randers HK          |
| 3   | Inter stânga    | Emilie Hegh Arntzen           | 1 ianuarie 1994        | 1,83 m   | 29       | 13     | Byåsen Elite        |
| 4   | Inter stânga    | Veronica Kristiansen          | 10 iulie 1990          | 1,75 m   | 67       | 175    | FC Midtjylland      |
| 5   | Centru          | Ida Alstad                    | 13 iunie 1985          | 1,72 m   | 132      | 304    | Győri Audi ETO KC   |
| 6   | Pivot           | Heidi Løke                    | 12 decembrie 1982      | 1,73 m   | 164      | 612    | Győri Audi ETO KC   |
| 9   | Inter dreapta   | Nora Mørk                     | 5 aprilie 1991         | 1,69 m   | 74       | 311    | Larvik HK           |
| 10  | Centru          | Stine Bredal Oftedal          | 31 octombrie 1994      | 1,68 m   | 112      | 222    | Issy Paris Hand     |
| 13  | Pivot           | Marit Malm Frafjord           | 25 noiembrie 1985      | 1,82 m   | 175      | 357    | Larvik HK           |
| 16  | Portar          | Katrine Lunde                 | 30 martie 1980         | 1,80 m   | 150      | 3      | Rostov-Don          |
| 18  | Extremă dreapta | Linn-Kristin Riegelhuth Koren | 1 august 1984          | 1,75 m   | 268      | 965    | Larvik HK           |
| 22  | Extremă dreapta | Amanda Kurtović               | 25 iulie 1991          | 1,75 m   | 70       | 176    | Larvik HK           |
| 23  | Extremă stânga  | Camilla Herrem                | 8 octombrie 1986       | 1,69 m   | 181      | 470    | Team Tvis Holstebro |
| 24  | Extremă stânga  | Sanna Solberg                 | 16 iunie 1990          | 1,78 m   | 75       | 136    | Larvik HK           |
| 12  | Portar          | Silje Solberg (Rezervă)       | 16 iunie 1990          | 1,78 m   | 88       | 0      | Team Tvis Holstebro |
|     | Inter dreapta   | Stine Skogrand (Rezervă)      | 3 martie 1993          | 1,73 m   | 32       | 55     | Silkeborg/Voel KFUM |

### România
Lotul României a fost anunțat pe 9 iulie 2016: Pe 26 iulie 2016, în urma accidentării Anei Maria Tănăsie, s-a anunțat că aceasta va fi înlocuită cu Camelia Hotea.
Antrenor principal:  Tomas Ryde
Antrenor secund:  Costică Buceschi
| Nr. | Post                 | Nume                              | Data nașterii (vârsta) | Înălțime | Selecții | Goluri | Echipă               |
| --- | -------------------- | --------------------------------- | ---------------------- | -------- | -------- | ------ | -------------------- |
| 3   | Inter stânga         | Gabriella Szűcs                   | 31 august 1984         | 1,79 m   | 5        | 3      | HC Dunărea Brăila    |
| 8   | Inter stânga         | Cristina Neagu                    | 26 august 1988         | 1,80 m   | 128      | 521    | ŽRK Budućnost        |
| 9   | Centru/Inter dreapta | Aurelia Brădeanu                  | 5 mai 1979             | 1,79 m   | 253      | 637    | CSM București        |
| 11  | Inter stânga         | Gabriela Perianu                  | 20 iunie 1994          | 1,87 m   | 23       | 45     | HC Dunărea Brăila    |
| 12  | Portar               | Ionica Munteanu                   | 7 ianuarie 1979        | 1,75 m   | 17       | 0      | „U” Alexandrion Cluj |
| 15  | Extremă stânga       | Valentina Ardean-Elisei (căpitan) | 5 iunie 1982           | 1,75 m   | 205      | 807    | SCM Craiova          |
| 22  | Pivot                | Oana Manea                        | 18 aprilie 1982        | 1,75 m   | 274      | 355    | CSM București        |
| 27  | Extremă stânga       | Camelia Hotea                     | 28 octombrie 1984      | 1,75 m   | 38       | 60     | Corona Brașov        |
| 30  | Portar               | Paula Ungureanu                   | 30 martie 1980         | 1,80 m   | 140      | 2      | CSM București        |
| 55  | Inter dreapta        | Melinda Geiger                    | 28 martie 1987         | 1,77 m   | 70       | 165    | Brest Bretagne HB    |
| 77  | Centru               | Eliza Buceschi                    | 1 august 1993          | 1,77 m   | 26       | 54     | FC Midtjylland       |
| 85  | Pivot                | Florina Chintoan                  | 6 decembrie 1985       | 1,78 m   | 106      | 140    | „U” Alexandrion Cluj |
| 88  | Inter dreapta        | Patricia Vizitiu                  | 15 octombrie 1988      | 1,74 m   | 35       | 48     | Liberă de contract   |
| 89  | Extremă dreapta      | Laura Chiper                      | 21 august 1989         | 1,73 m   | 15       | 30     | Corona Brașov        |
|     | Portar               | Denisa Dedu (Rezervă)             | 27 septembrie 1994     | 1,81 m   |          |        | Corona Brașov        |
|     | Centru               | Mădălina Zamfirescu (Rezervă)     | 31 octombrie 1994      | 1,78 m   |          |        | HC Dunărea Brăila    |

### Spania
Lotul Spaniei a fost anunțat pe 20 iulie 2016:
Antrenor principal:  Jorge Dueñas
| Nr. | Post            | Nume                       | Data nașterii (vârsta) | Înălțime | Selecții | Goluri | Echipă             |
| --- | --------------- | -------------------------- | ---------------------- | -------- | -------- | ------ | ------------------ |
| 2   | Extremă dreapta | Marta López                | 4 februarie 1990       | 1,68 m   | 80       | 171    | BM Bera Bera       |
| 4   | Extremă dreapta | Carmen Martín              | 29 mai 1988            | 1,72 m   | 171      | 564    | CSM Bucuresti      |
| 6   | Inter dreapta   | Nely Carla Alberto         | 2 iulie 1983           | 1,79 m   | 118      | 325    | Chambray TH        |
| 9   | Inter dreapta   | Marta Mangué               | 23 aprilie 1983        | 1,70 m   | 284      | 1001   | Brest Bretagne HB  |
| 10  | Centru          | Macarena Aguilar           | 12 martie 1985         | 1,70 m   | 215      | 580    | Liberă de contract |
| 12  | Portar          | Silvia Navarro             | 20 martie 1979         | 1,69 m   | 142      | 3      | BM Remudas         |
| 14  | Pivot           | Elisabeth Chávez           | 17 noiembrie 1990      | 1,92 m   | 151      | 97     | Fleury Loiret HB   |
| 17  | Extremă stânga  | Elisabeth Pinedo           | 13 mai 1981            | 1,75 m   | 191      | 417    | BM Bera Bera       |
| 25  | Centru          | Nerea Pena                 | 13 decembrie 1989      | 1,75 m   | 98       | 306    | Ferencvárosi TC    |
| 27  | Inter stânga    | Lara González Ortega       | 22 februarie 1992      | 1,84 m   | 51       | 60     | Siófok KC          |
| 30  | Pivot           | Patricia Elorza            | 8 aprilie 1984         | 1,80 m   | 112      | 71     | Bera Bera BM       |
| 35  | Extremă stânga  | Naiara Egozkue             | 21 octombrie 1983      | 1,73 m   | 54       | 79     | BM Zuazo Barakaldo |
| 48  | Portar          | Darly de Paula             | 25 august 1982         | 1,78 m   | 20       | 0      | ŽRK Budućnost      |
| 86  | Inter stânga    | Alexandrina Barbosa        | 5 mai 1986             | 1,75 m   | 65       | 312    | Rostov-Don         |
|     | Pivot           | Ainhoa Hernández (Rezervă) | 27 aprilie 1994        | 1,80 m   |          |        | BM Zuazo           |

## Grupa B

### Argentina
Lotul Argentinei a fost anunțat pe 26 iulie 2016:
Antrenor principal:  Eduardo Peruchena
Antrenor secund:  Gustavo Sciglitano
| Nr. | Post            | Nume                      | Data nașterii (vârsta) | Înălțime | Selecții | Goluri | Echipă                  |
| --- | --------------- | ------------------------- | ---------------------- | -------- | -------- | ------ | ----------------------- |
| 1   | Portar          | Marisol Carratu           | 15 iulie 1986          | 1,79 m   | 93       | 0      | BM Atlético Guardés     |
| 3   | Extremă dreapta | Xoana Iacoi               | 3 iunie 1992           | 1,62 m   | 15       | 27     | Cideco Handball         |
| 4   | Extremă dreapta | Lucía Haro                | 21 august 1986         | 1,79 m   | 98       | 204    | Unión Eléctrica         |
| 5   | Extremă stânga  | Manuela Pizzo             | 13 noiembrie 1992      | 1,73 m   | 80       | 238    | Estudiantes             |
| 6   | Extremă stânga  | Luciana Salvadó           | 3 aprilie 1990         | 1,69 m   | 97       | 296    | Club Oeste              |
| 7   | Pivot           | Rocio Campigli            | 6 august 1994          | 1,73 m   | 45       | 48     | Estudiantes             |
| 8   | Inter stânga    | Amelia Belotti            | 17 noiembrie 1988      | 1,79 m   | 83       | 256    | Vilo                    |
| 9   | Inter dreapta   | Luciana Mendoza           | 14 martie 1990         | 1,70 m   | 96       | 382    | BM Atlético Guardés     |
| 10  | Centru          | Victoria Crivelli         | 30 septembrie 1990     | 1,75 m   | 85       | 150    | Ferro Carril Oeste      |
| 12  | Portar          | Valentina Kogan           | 19 martie 1980         | 1,78 m   | 170      | 3      | Vilo                    |
| 15  | Pivot           | Antonela Mena             | 28 martie 1988         | 1,82 m   | 124      | 380    | Cideco Handball         |
| 18  | Centru          | Macarena Sans             | 20 noiembrie 1996      | 1,64 m   | 38       | 73     | Vilo                    |
| 21  | Inter stânga    | Macarena Gandulfo         | 3 noiembrie 1993       | 1,76 m   | 63       | 149    | BM Alcobendas           |
| 22  | Centru          | Elke Karsten              | 15 mai 1995            | 1,77 m   | 32       | 122    | Quilmes                 |
|     | Extremă stânga  | Valeria Bianchi (Rezervă) | 16 septembrie 1985     | 1,70 m   | 154      | 321    | Nuestra Señora de Luján |

### Coreea de Sud
Lotul Coreei de Sud a fost anunțat pe 29 iunie 2016:
Antrenor principal:  Lim Young-chul
Antrenor secund:
| Nr. | Post            | Nume          | Data nașterii (vârsta) | Înălțime | Selecții | Goluri | Echipă               |
| --- | --------------- | ------------- | ---------------------- | -------- | -------- | ------ | -------------------- |
| 1   | Portar          | Oh Yong-ran   | 6 septembrie 1972      | 1,71 m   | 211      | 0      | Incheon City         |
| 5   | Extremă dreapta | Jung Yu-Ra    | 6 februarie 1992       | 1,71 m   | 61       | 30     | Daegu City           |
| 11  | Inter dreapta   | Ryu Eun-hee   | 24 februarie 1990      | 1,80 m   | 132      | 148    | Incheon City         |
| 12  | Portar          | Park Mi-ra    | 20 aprilie 1987        | 1,72 m   | 35       | 0      | Wonderful Samcheok   |
| 13  | Pivot           | Yoo Hyun-ji   | 16 iulie 1984          | 1,75 m   | 71       | 53     | Wonderful Samcheok   |
| 14  | Inter stânga    | Kim Jin-yi    | 20 iunie 1993          | 1,81 m   | 41       | 35     | Daegu City           |
| 15  | Extremă stânga  | Choi Su-min   | 9 ianuarie 1990        | 1,77 m   | 58       | 48     | Seoul City           |
| 17  | Inter stânga    | Sim Hae-in    | 31 octombrie 1987      | 1,78 m   | 78       | 45     | Wonderful Samcheok   |
| 21  | Extremă stânga  | Lee Eun-Bi    | 23 octombrie 1990      | 1,63 m   | 115      | 70     | Busan Infrastructure |
| 22  | Extremă dreapta | Woo Sun-hee   | 1 iulie 1978           | 1,72 m   | 178      | 201    | Wonderful Samcheok   |
| 23  | Centru          | Kim On-a      | 6 septembrie 1988      | 1,67 m   | 140      | 174    | SK Sugar Gliders     |
| 24  | Centru          | Gwon Han-na   | 22 noiembrie 1988      | 1,71 m   | 82       | 103    | Seoul City           |
| 27  | Pivot           | Nam Yeong-sin | 27 august 1990         | 1,75 m   | 18       | 3      | Busan Infrastructure |
| 29  | Inter dreapta   | Yu So-jeong   | 4 iunie 1996           | 1,68 m   | 11       | 13     | SK Sugar Gliders     |

### Franța
Lotul Franței a fost anunțat pe 12 iulie 2016:
Antrenor principal:  Olivier Krumbholz
Antrenor secund:  Éric Baradat
| Nr. | Post                | Nume                     | Data nașterii (vârsta) | Înălțime | Selecții | Goluri | Echipă            |
| --- | ------------------- | ------------------------ | ---------------------- | -------- | -------- | ------ | ----------------- |
|     | Portar              | Laura Glauser            | 20 august 1993         | 1,78 m   |          |        | Metz Handball     |
|     | Portar              | Amandine Leynaud         | 2 mai 1986             | 1,78 m   |          |        | ŽRK Vardar        |
|     | Extremă stânga      | Siraba Dembélé           | 28 iunie 1986          | 1,72 m   |          |        | Rostov-Don        |
|     | Extremă stânga      | Manon Houette            | 2 iulie 1992           | 1,71 m   |          |        | Thüringer HC      |
|     | Inter stânga        | Gnonsiane Niombla        | 9 iulie 1990           | 1,72 m   |          |        | CSM București     |
|     | Inter stânga/Centru | Estelle Nze Minko        | 11 august 1991         | 1,76 m   |          |        | Siófok KC         |
|     | Centru              | Allison Pineau           | 2 mai 1989             | 1,81 m   |          |        | Brest Bretagne HB |
|     | Inter stânga/Centru | Grâce Zaadi              | 7 iulie 1993           | 1,71 m   |          |        | Metz Handball     |
|     | Pivot               | Laurisa Landre           | 27 octombrie 1985      | 1,74 m   |          |        | SCM Craiova       |
|     | Pivot               | Béatrice Edwige          | 3 octombrie 1988       | 1,82 m   |          |        | Metz Handball     |
|     | Inter dreapta       | Camille Ayglon-Saurina   | 21 mai 1985            | 1,80 m   |          |        | CSM București     |
|     | Inter dreapta       | Alexandra Lacrabère      | 27 aprilie 1987        | 1,77 m   |          |        | ŽRK Vardar        |
|     | Extremă dreapta     | Chloé Bulleux            | 18 noiembrie 1991      | 1,72 m   |          |        | Siófok KC         |
|     | Extremă dreapta     | Blandine Dancette        | 14 februarie 1988      | 1,62 m   |          |        | Chambray TH       |
|     | Extremă stânga      | Tamara Horaček (Rezervă) | 5 noiembrie 1995       | 1,78 m   |          |        | Metz Handball     |

### Rusia
Lotul Rusiei a fost anunțat pe 27 iulie 2016. Pe 12 august, Tatiana Erohina a înlocuit-o pe Anna Sedoikina, după accidentarea acesteia.
Antrenor principal:  Evgheni Trefilov
| Nr. | Post            | Nume                  | Data nașterii (vârsta) | Înălțime | Selecții | Goluri | Echipă             |
| --- | --------------- | --------------------- | ---------------------- | -------- | -------- | ------ | ------------------ |
| 1   | Portar          | Anna Sedoikina        | 1 august 1984          | 1.81 m   | 128      | 4      | Rostov-Don         |
| 2   | Extremă stânga  | Polina Kuznețova      | 10 iunie 1987          | 1.70 m   | 119      | 322    | HC Astrahanocika   |
| 7   | Centru          | Daria Dmitrieva       | 9 august 1995          | 1.78 m   | 43       | 92     | Lada Toliatti      |
| 8   | Inter stânga    | Anna Sen              | 3 februarie 1990       | 1.85 m   | 93       | 222    | Rostov-Don         |
| 10  | Inter stânga    | Olga Akopian          | 4 martie 1985          | 1.76 m   | 133      | 367    | Lada Toliatti      |
| 13  | Extremă dreapta | Anna Viahireva        | 13 martie 1995         | 1.62 m   | 37       | 137    | Rostov-Don         |
| 15  | Extremă dreapta | Marina Sudakova       | 17 februarie 1989      | 1.66 m   | 38       | 56     | HC Kuban Krasnodar |
| 17  | Inter stânga    | Vladlena Bobrovnikova | 24 octombrie 1987      | 1.80 m   | 36       | 69     | Rostov-Don         |
| 21  | Inter stânga    | Viktorija Žilinskaitė | 6 martie 1989          | 1.88 m   | 110      | 159    | HC Astrahanocika   |
| 22  | Extremă stânga  | Ekaterina Marennikova | 29 aprilie 1982        | 1.79 m   | 120      | 260    | HC Kuban Krasnodar |
| 24  | Inter dreapta   | Irina Bliznova        | 6 octombrie 1986       | 1.82 m   | 124      | 369    | Lada Toliatti      |
| 33  | Centru          | Ekaterina Ilina       | 7 martie 1991          | 1.75 m   | 68       | 187    | Rostov-Don         |
| 77  | Pivot           | Maia Petrova          | 26 mai 1982            | 1.84 m   | 55       | 82     | Rostov-Don         |
| 84  | Portar          | Tatiana Erohina       | 7 septembrie 1984      | 1.85 m   | 21       | 0      | Lada Toliatti      |
| 88  | Portar          | Viktoria Kalinina     | 9 decembrie 1988       | 1.83 m   | 39       | 0      | HC Astrahanocika   |

### Suedia
Lotul Suediei a fost anunțat pe 5 iulie 2016:
Antrenor principal:  Henrik Signell
| Nr. | Post            | Nume                       | Data nașterii (vârsta)        | Înălțime | Selecții | Goluri | Echipă              |
| --- | --------------- | -------------------------- | ----------------------------- | -------- | -------- | ------ | ------------------- |
| 1   | Portar          | Johanna Bundsen            | 3 iunie 1991 (33 de ani)      | 1.85 m   | 35       | 0      | IK Sävehof          |
| 3   | Pivot           | Frida Tegstedt             | 17 iulie 1987 (37 de ani)     | 1.80 m   | 40       | 37     | Issy-Paris Hand     |
| 6   | Centru          | Carin Strömberg            | 10 iulie 1993 (31 de ani)     | 1.83 m   | 17       | 16     | Viborg HK           |
| 7   | Pivot           | Linn Blohm                 | 20 mai 1992 (32 de ani)       | 1.80 m   | 52       | 117    | FC Midtjylland      |
| 9   | Extremă stânga  | Louise Sand                | 27 decembrie 1992 (32 de ani) | 1.64 m   | 59       | 120    | IK Sävehof          |
| 12  | Portar          | Filippa Idéhn              | 15 august 1990 (34 de ani)    | 1.83 m   | 58       | 2      | Team Esbjerg        |
| 15  | Inter stânga    | Jamina Roberts             | 28 mai 1990 (34 de ani)       | 1.75 m   | 102      | 174    | Team Tvis Holstebro |
| 17  | Inter stânga    | Linnea Torstenson          | 30 martie 1983 (41 de ani)    | 1.80 m   | 169      | 637    | CSM București       |
| 20  | Centru          | Isabelle Gulldén           | 29 iunie 1989 (35 de ani)     | 1.79 m   | 154      | 568    | CSM București       |
| 24  | Extremă dreapta | Nathalie Hagman            | 19 iulie 1991 (33 de ani)     | 1.67 m   | 89       | 212    | Nykøbing Falster    |
| 25  | Inter dreapta   | Angelica Wallén            | 11 aprilie 1986 (38 de ani)   | 1.78 m   | 72       | 93     | Skuru IK            |
| 27  | Inter dreapta   | Sabina Jacobsen            | 24 martie 1989 (36 de ani)    | 1.80 m   | 82       | 121    | FC Midtjylland      |
| 29  | Inter stânga    | Jenny Alm                  | 10 aprilie 1989 (35 de ani)   | 1.84 m   | 73       | 185    | Team Esbjerg        |
| 97  | Extremă dreapta | Michaela Ek                | 1 februarie 1988 (37 de ani)  | 1.73 m   | 7        | 5      | Ringkøbing Håndbold |
|     | Portar          | Martina Thörn (Rezervă)    | 21 februarie 1991 (34 de ani) | 1.78 m   | 4        | 0      | FC Midtjylland      |
|     | Inter dreapta   | Hanna Blomstrand (Rezervă) | 25 august 1996 (28 de ani)    | 1.70 m   | 3        | 1      | Lugi HF             |

### Țările de Jos
Lotul Țărilor de Jos a fost anunțat pe 1 iulie 2016:
Antrenor principal:  Henk Groener
Antrenor secund:  Peter Portengen
Antrenor secund:  Debbie Klijn
| Nr. | Post            | Nume                          | Data nașterii (vârsta) | Înălțime | Selecții | Goluri | Echipă                     |
| --- | --------------- | ----------------------------- | ---------------------- | -------- | -------- | ------ | -------------------------- |
|     | Portar          | Tess Wester                   | 19 mai 1993            | 1,78 m   |          |        | SG BBM Bietigheim          |
|     | Portar          | Jasmina Janković              | 6 decembrie 1986       | 1,68 m   |          |        | TuS Metzingen              |
|     | Extremă stânga  | Martine Smeets                | 5 mai 1990             | 1,72 m   |          |        | SG BBM Bietigheim          |
|     | Extremă stânga  | Michelle Goos                 | 27 decembrie 1989      | 1,78 m   |          |        | VOC Amsterdam              |
|     | Inter stânga    | Lois Abbingh                  | 13 august 1992         | 1,77 m   |          |        | Issy Paris Hand            |
|     | Inter stânga    | Jessy Kramer                  | 16 februarie 1990      | 1,77 m   |          |        | Toulon St-Cyr              |
|     | Inter stânga    | Kelly Dulfer                  | 21 martie 1994         | 1,86 m   |          |        | VfL Oldenburg              |
|     | Centru          | Nycke Groot                   | 4 mai 1988             | 1,75 m   |          |        | Győri Audi ETO KC          |
|     | Centru          | Estavana Polman               | 5 august 1992          | 1,74 m   |          |        | Team Esbjerg               |
|     | Pivot           | Yvette Broch                  | 21 decembrie 1990      | 1,85 m   |          |        | Győri Audi ETO KC          |
|     | Pivot           | Danick Snelder                | 22 mai 1990            | 1,78 m   |          |        | FTC-Rail Cargo Hungaria    |
|     | Inter dreapta   | Laura van der Heijden         | 27 iunie 1990          | 1,72 m   |          |        | Team Esbjerg               |
|     | Inter dreapta   | Sanne van Olphen              | 13 martie 1989         | 1,77 m   |          |        | Toulon St-Cyr              |
|     | Extremă dreapta | Jurswailly Luciano            | 25 martie 1991         | 1,71 m   |          |        | Metz Handball              |
|     | Extremă dreapta | Angela Malestein              | 31 ianuarie 1993       | 1,73 m   |          |        | SG BBM Bietigheim          |
|     | Portar          | Marieke van der Wal (Rezervă) | 7 noiembrie 1979       | 1,83 m   |          |        | HV Virto/Quintus           |
|     | Extremă stânga  | Sanne Hoekstra (Rezervă)      | 5 mai 1992             | 1,65 m   |          |        | HSG Bensheim Auerbach      |
|     | Centru          | Lynn Knippenborg (Rezervă)    | 7 ianuarie 1992        | 1,75 m   |          |        | Buxtehuder SV              |
|     | Pivot           | Esther Schop (Rezervă)        | 22 ianuarie 1990       | 1,76 m   |          |        | Nantes Loire Atlantique HB |
|     | Inter dreapta   | Isabelle Jongenelen (Rezervă) | 28 iulie 1991          | 1,79 m   |          |        | Nantes Loire Atlantique HB |
|     | Extremă dreapta | Debbie Bont (Rezervă)         | 9 decembrie 1990       | 1,74 m   |          |        | København Håndbold         |